# Max Keller (Lichtgestalter)
Max Keller (* 24. April 1945 in Basel) ist ein Schweizer Lichtdesigner, Dozent und Autor, der durch seine langjährige Arbeit als Lichtgestalter insbesondere an den Münchner Kammerspielen und durch sein Buch Faszination Licht bekannt wurde. Er gilt als Pionier der modernen Lichtgestaltung und hat die Ästhetik und das Berufsbild des Lichtgestalters entscheidend geprägt.

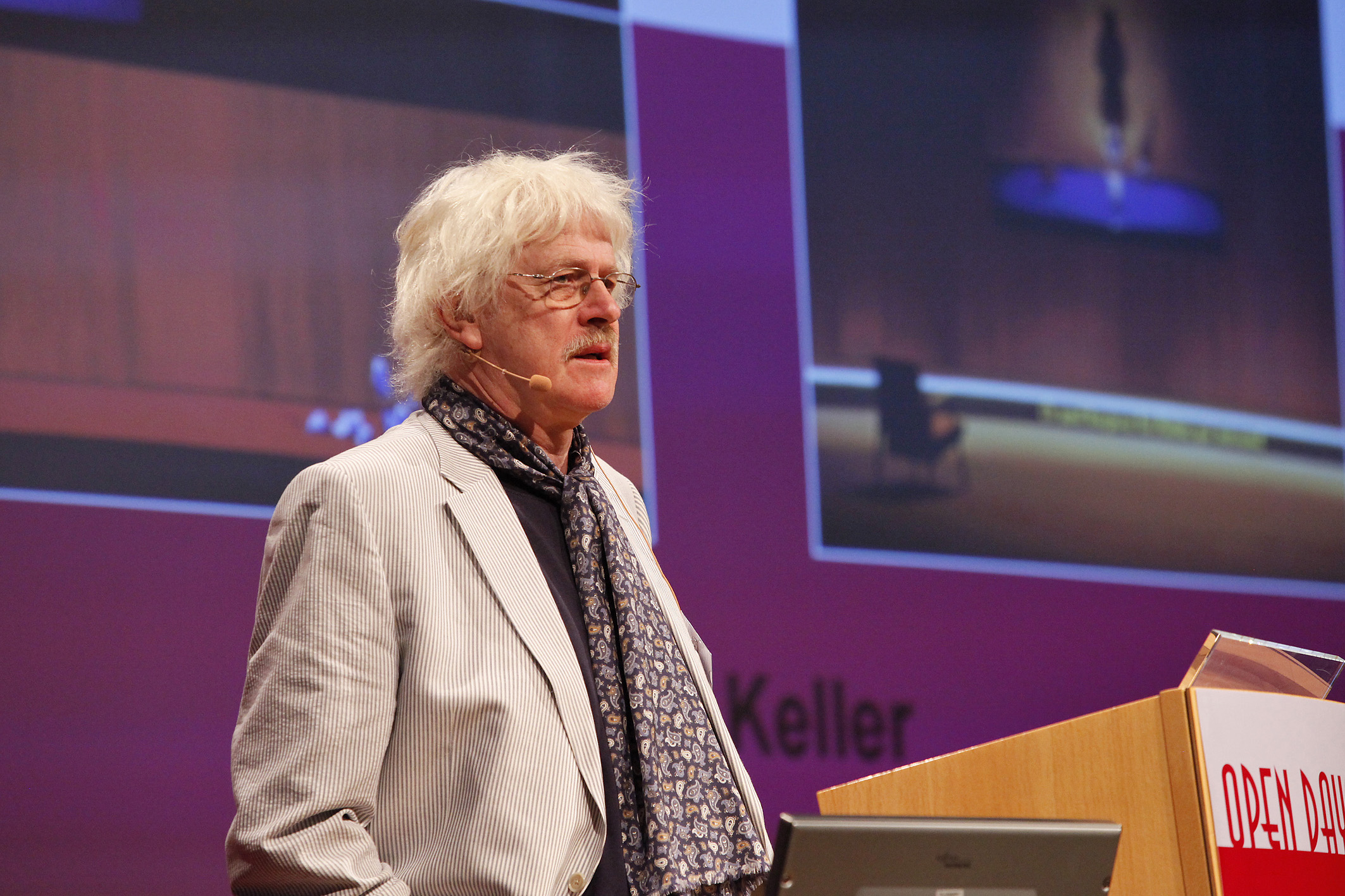
Max Keller bei den Lightpower Open Days im Heinz-Nixdorf Museum in Paderborn (2010)

## Leben und Werk
Max Keller begann 1964 als Beleuchter am Stadttheater Basel und bei den Bayreuther Festspielen. Nach einem Studium der Theatertechnik in Recklinghausen und der Beleuchtungsmeisterprüfung in Hamburg begann er 1969 als Beleuchtungsmeister am Schlossparktheater Berlin. Bereits 1970 wurde er Beleuchtungsinspektor der Staatlichen Schauspielbühnen Berlin, wo er 1975 den Beruf des „Lichtgestalters“ proklamierte und eine eigenständige Lichtkunst etablierte.
1978 engagierten ihn die Münchner Kammerspiele als Leiter der Beleuchtungsabteilung und Lichtgestalter. Dort prägte er durch seine farbintensiven und technisch, dramaturgisch und künstlerisch ausgefeilten (und meist sehr aufwendigen) Bühnenbeleuchtungen die Ästhetik der Kammerspiele entscheidend mit, u. a. in Zusammenarbeit mit dem Bühnenbildner Jürgen Rose und dem Regisseur Dieter Dorn (1978 Shakespeares „Ein Mittsommernachtstraum“, 1987 Goethes „Faust I“, 1990 Uraufführung von Dorsts „Karlos“, 1992 Shakespeares „König Lear“, 1999 Kleists „Amphitryon“), mit den Regisseuren Ernst Wendt (1978 Schillers „Kabale und Liebe“,1979 Kleists „Das Käthchen von Heilbronn“, 1981 Goethes „Torquato Tasso“), Hans Lietzau (1987 Tschechows „Onkel Wanja“, 1989 Ibsens „John Gabriel Borkman“, 1991 Ernst Barlachs „Der blaue Boll“), Thomas Langhoff (1984 Lessings „Emilia Galotti“, 1988 Hauptmanns „Und Pippa tanzt!“,1989 Ibsens „Die Frau vom Meer“), Alexander Lang (1985 Schillers „Don Karlos“), Luc Bondy (1983 Bonds „Sommer“) und George Tabori (1979 dessen Uraufführung von „My Mother’s Courage“).
Keller arbeitete als Gast unter anderem bei den Salzburger Festspielen (1986 Kleists „Der zerbrochne Krug“, Regie: Dorn, 1993 Mozarts „Lucio Silla“ und 1994 Strawinskys „The Rake’s Progress“, Regie jeweils: Peter Mussbach), an der Mailänder Scala (1990 Richard Wagners „Die Meistersinger von Nürnberg“), am Théâtre Royale de la Monnaie in Brüssel (1993 Uraufführung von Philippe Boesmans’ „Der Reigen“ nach Schnitzler, Regie: Bondy, 1994 Brittens „Peter Grimes“, Regie: Willi Decker), an der Deutschen Staatsoper Berlin (unter anderem 1994 Richard Strauss’ „Elektra“, Regie: Dorn, 1998 Verdis „Falstaff“, Regie: Jonathan Miller), an der Bayerischen Staatsoper München (unter anderem 1996 Mozarts „Die Hochzeit des Figaro“, Regie: Dorn, 2002/03 Wagners „Der Ring des Nibelungen“, Regie: Herbert Wernicke/David Alden), an den Bregenzer Festspielen (1996 Ernest Chaussons „Le Roi Arthus“, Regie: Günther Krämer), an der Metropolitan Opera New York (2003 Janáceks „Jenufa“, Regie: Olivier Tambosi) sowie in Wien, Amsterdam, Turin, Paris, Genf, Frankfurt am Main, Hamburg und Köln.
Außerhalb des Theaters und der Oper fand Kellers Arbeit Anwendung mit Lichtinstallationen in der Architektur und Lichtkonzepten für die Industrie.

## Publikations- und Lehrtätigkeit
Neben seiner praktischen und kreativen Tätigkeit veröffentlichte Keller 1985 das Buch DuMont’s Handbuch der Bühnenbeleuchtung: Theorie, Praxis, Lichtgestaltung, Lichtdramaturgie, Malen mit Licht, Projektion, Technik, Trickeffekte, Lampenlexikon im DuMont Verlag Köln als erstes Fachbuch in deutscher Sprache, das 1999 in einer überarbeiteten Version unter dem Titel Faszination Licht im Prestel Verlag München erschien. Faszination Licht richtet sich sowohl an Fachleute als auch an Interessierte und bietet einen tiefen Einblick in die Techniken und Konzepte, die hinter der Lichtgestaltung stehen. Das Buch gilt als maßgebliches Standardwerk zur Bühnenbeleuchtung und behandelt die technischen und ästhetischen Aspekte der Lichtgestaltung. Faszination Licht wurde in mehrere Sprachen übersetzt und ist an vielen Hochschulen und Ausbildungsstätten für Theater- und Veranstaltungstechnik ein zentrales Lehrmittel. Das Werk inspiriert seit seiner Erstveröffentlichung Generationen von Lichtgestaltern weltweit.
1978 engagierte sich Keller erstmals in der Lehre und Weiterbildung. Seither lehrte er an Institutionen wie der Otto-Falckenberg-Schule in München, der Toneelacademie Maastricht und dem Mozarteum Salzburg.

## Bedeutung und Einfluss
Max Keller gilt als einer der wichtigsten Wegbereiter des modernen Lichtdesigns. Sein Verständnis für die dramaturgische Rolle des Lichts und seine Fähigkeit, komplexe Beleuchtungsszenarien zu entwickeln, haben die Theater- und Opernwelt nachhaltig beeinflusst. Viele seiner Konzepte und Methoden werden heute in Theatern und Opernhäusern weltweit angewandt und weiterentwickelt.

## Auszeichnungen und Ehrungen

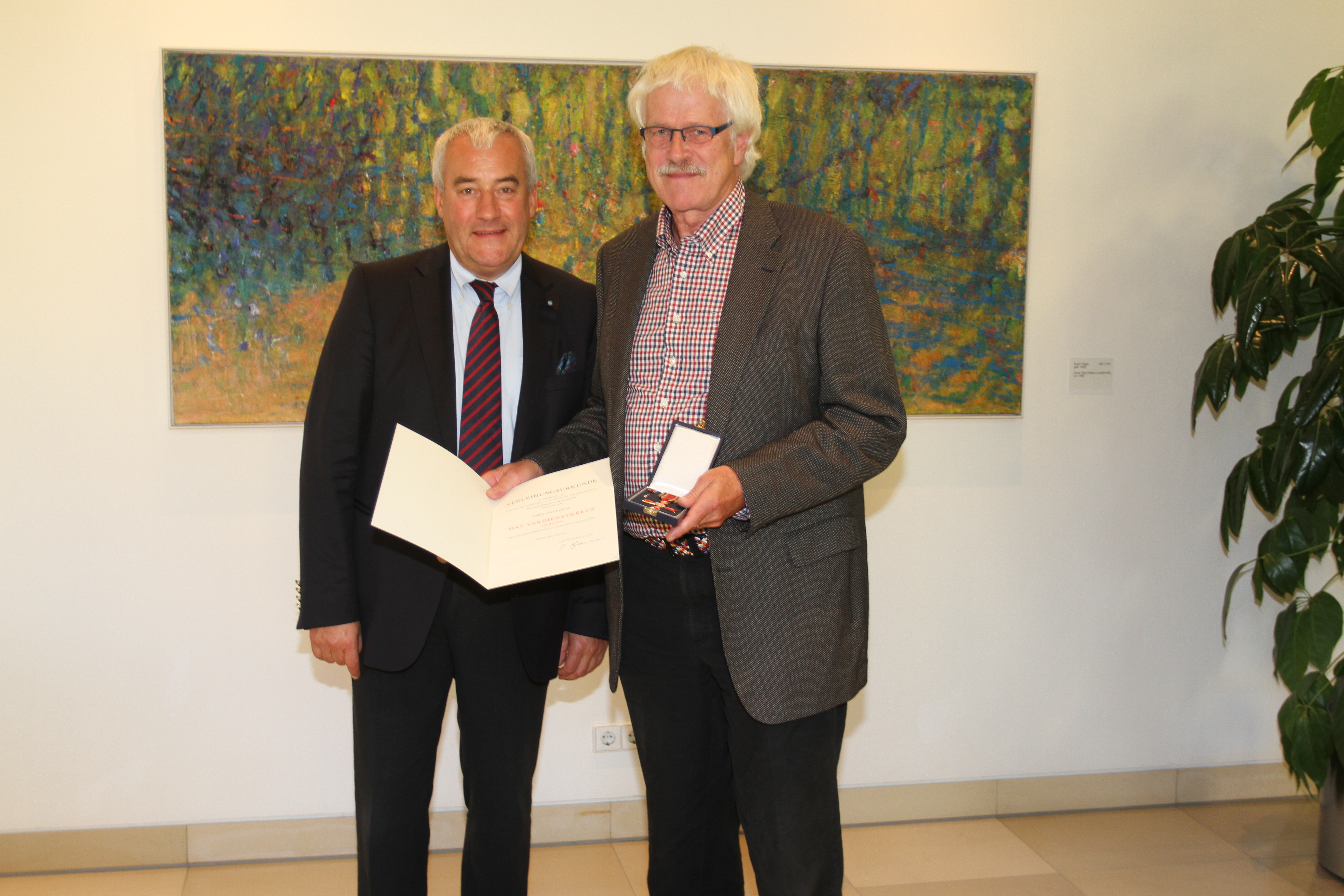
Max Keller (rechts) erhält vom damaligen bayerischen Bildungs- und Kunstminister Ludwig Spaenle in München das Bundesverdienstkreuz der Bundesrepublik Deutschland

Kellers Arbeiten und Publikationen brachten ihm internationale Anerkennung und zahlreiche Preise ein, darunter der Golden Pen Award des United States Institute for Theater Technology und der Distinguished Achievement Award in Lighting Design. 2015 wurde ihm das Bundesverdienstkreuz am Bande der Bundesrepublik Deutschland verliehen.
Lebensstationen
- 1964–1968 Beleuchter Stadttheater Basel, Bayreuther Festspiele
- 1968–1969 Studium der Theatertechnik in Recklinghausen
- 1969 Beleuchtungsmeisterprüfung in Hamburg
- 1969–1970 Beleuchtungsmeister im Berliner Schlossparktheater
- 1970–1978 Beleuchtungsinspektor an den Staatlichen Schauspielbühnen Berlins
- 1976 Lighting Training in USA und England
- 1977 Lighting Training in USA und Italien
- 1978 Dozent für Lichtgestaltung, Toneelacademie Maastricht, Niederlande
  - Abteilungsleiter der Beleuchtung, Kammerspiele München
  - Dozent für Lichtgestaltung, Otto-Falckenberg-Schule München
- 1978–2010 Leiter der Beleuchtungsabteilung Münchner Kammerspiele
- 1983 Dozent bei Prof. Rose, Bühnenbildklasse Stuttgart
- Dozent bei Prof. Wonder, Bühnenbildklasse Wien
- 1985 Autor des Buches DuMont’s Handbuch der Bühnenbeleuchtung: Theorie, Praxis, Lichtgestaltung, Lichtdramaturgie, Malen mit Licht, Projektion, Technik, Trickeffekte, Lampenlexikon – erstes Fachbuch in deutscher Sprache, DuMont Buchverlag Köln
- 1987 Internationale Fachvorträge für die Firma OSRAM
- 1989 Seminar für Lichtgestaltung (Goethe-Institut) Sao Paulo, Brasilien
- 1990–2001 Hochschulprofessor für Lichtgestaltung „Mozarteum“ Salzburg
- 1993 Preisträger des Münchner Theaterpreises
- 1999 April: Buchprojekt „Faszination Licht“. Neugestaltete und aktualisierte Neuauflage des Fachbuchs über Bühnenbeleuchtung, Prestel Verlag München
- 1999 Stiftung Buchkunst: „Faszination Licht“ bestes Buch in der Kategorie Fach- und Sachbuch
- 2000 „Light Fantastic“, englische Übersetzung von "Faszination Licht"
- 2000 Aufnahme von „Light Fantastic“ in „Outstanding Academic Titels“ der USA
- 2001 Golden Pen Award 2001 der USITT - USA für „Light Fantastic“
- 2001 Distinguished Lighting Designer Award 2001 der USITT, USA
- 2005 OPUS-Auszeichnung/Preis für das Lebenswerk
- 2006 „Light Fantastic“, 2., überarbeitete und aktualisierte Auflage mit DVD
- 2006 DVD „Eine Reise ins Licht mit Max Keller“
- 2007 „Light Fantastic“ in russischer Sprache. Lichtseminar in Brasilia
- 2009 „Light Fantastic“ in Mandarin
- 2010 „Faszination Licht“, 4., überarbeitete Auflage
- 2010 „Light Fantastic“, 3., überarbeitete Auflage
- 2014 „Light Fantastic“ in polnischer Sprache
- 2015 Verleihung des Bundesverdienstkreuzes am Bande der Bundesrepublik Deutschland[6][7]

## Bücher
- DuMont’s Handbuch der Bühnenbeleuchtung. 1985, ISBN 3-7701-1579-1.
- DuMont’s Handbuch der Bühnenbeleuchtung. 2., verbesserte Auflage. 1988, ISBN 3-7701-1579-1.
- Faszination Licht. 1. Auflage. 1999, ISBN 3-7913-2093-9.
- Faszination Licht. 2., überarbeitete Auflage. 2000, ISBN 3-7913-2093-9.
- Faszination Licht. 3., überarbeitete Auflage. (2004). ISBN 3-7913-3235-X.
- Faszination Licht. 4., überarbeitete Auflage. 2010, ISBN 978-3-7913-4372-3.
- Light Fantastic. 1. englische Ausgabe. 1999, ISBN 3-7913-2162-5.
- Light Fantastic. 2., überarbeitete englische Ausgabe mit einer DVD . 2006, ISBN 3-7913-3685-1.
- Light Fantastic. 2., überarbeitete englische Ausgabe. 2006, ISBN 3-7913-3685-1.
- Light Fantastic. 3., überarbeitete englische Ausgabe. 2010, ISBN 978-3-7913-4371-6.
- Light Fantastic. 1. russische Ausgabe. 2007.
- Light Fantastic. 1. Ausgabe in Mandarin. 2009, ISBN 978-7-5322-6008-9.
- Fascynujące światło : oświetlenie w teatrze i na estradzie. 1. polnische Ausgabe. 2014, ISBN 978-83-935589-0-2.

## DVDs
- Eine Reise ins Licht mit Max Keller, begleitet von Alexander Hick (2006).
- A Journey into the light with Max Keller, accompanied by Alexander Hick (2006).